# St. Joseph's
St. Joseph's är en ort i Kanada.   Den ligger i provinsen Newfoundland och Labrador, i den östra delen av landet, 1 700 km öster om huvudstaden Ottawa. St. Joseph's ligger 39 meter över havet och antalet invånare är 144.
Terrängen runt St. Joseph's är platt. Havet är nära St. Joseph's åt nordväst. Trakten runt St. Joseph's är nära nog obefolkad, med mindre än två invånare per kvadratkilometer.. Närmaste större samhälle är Riverhead, 16,7 km söder om St. Joseph's. 
I omgivningarna runt St. Joseph's växer i huvudsak blandskog.